# Eudokia (Mieszczeriakowa)
Eudokia, imię świeckie Jekatierina Mieszczeriakowa, zd. Courtin (ur. 1895 w Moskwie, zm. 24 czerwca 1977 w Bussy-en-Othe) – rosyjska mniszka prawosławna.

## Życiorys
Była córką zruszczonego francuskiego wojskowego i jego żony, rosyjskiej szlachcianki z rodziny Borisoglebskich.
Ukończyła gimnazjum w Jałcie. W wieku 25 lat wyszła za mąż za historyka A. Mieszczeriakowa, który zmarł po dwóch latach małżeństwa. Życie monastyczne rozpoczęła w tajnej wspólnocie mniszej w Kuzeltasze na Krymie natychmiast po śmierci męża lub dopiero w 1927. Pięć lat później została aresztowana, jednak zamiast kary zesłania otrzymała zgodę na wyjazd do Francji dzięki posiadanemu obywatelstwu francuskiemu. Osiadła w Paryżu, gdzie pracowała w Instytucie św. Sergiusza z Radoneża jako lektorka języka angielskiego. 
W Paryżu zamierzała początkowo założyć wspólnotę monastyczną razem z mniszką Marią (Skobcową), jednak ich wizje życia mniszego radykalnie się różnicy: mniszka Maria pragnęła, by zakonnice prowadziły aktywną działalność społeczną, podczas gdy celem mniszki Eudokii było utworzenie klasztoru kontemplacyjnego. Mniszka Eudokia żyła przez dwa lata (1938-1940) w kierowanej przez Marię wspólnocie "Prawosławna Sprawa" w Paryżu, po czym, uznawszy, że brakuje jej prawdziwego ducha monastycznego, wystąpiła z niej razem z mniszką Blandyną (Oboleńską). Razem z wymienioną zakonnicą oraz z mniszką Teodozją (Sołomianską) utworzyła skit Kazańskiej Ikony Matki Bożej w Moisenay-le-Grand.  Jego mieszkanki przeniosły się następnie do podarowanego mniszkom majątku w Bussy-en-Othe. W 1948 mniszka Eudokia otrzymała godność ihumeni.
Pierwsza przełożona zdecydowała o charakterze monasteru, który w jej zamyśle miał być równocześnie otwarty na świat i wierny prawosławnej tradycji. Zamierzała przyjmować do wspólnoty mniszki pochodzące z różnych krajów; z czasem faktycznie mniszki z Rosji znalazły się w monasterze w mniejszości.
Jej młodsza siostra również była mniszką prawosławną, w monasterze nosiła imię Dorota. Żyła w monasterze Kazańskiej Ikony Matki Bożej w Moisenay-le-Grand.